# ريسيل-وان
ريسيل-1 (باليابانية レッスル・ワン يعرب الي ريسويو وان) هو اتحاد مصارعة ياباني أو مؤسسة مصارعة المحترفين، التي تأسست في يوليو 2013 من قبل الاسطورة الياباني كيجي موتوه التالية استقالته من اتحاد أول جابان برو ريسلينج (AJPW). تم تشكيل جوهر قائمة الاتحاد من قبل مصارعين موالين لموتوه، الذين غادروا AJPW في نزوح جماعي خلال يونيو 2013. عمل موتوه كأول رئيس للاتحاد ورئيسًا لشركتها الأم، وهي شركة كابوشيكي غايشا التي تحمل اسم GEN Sports Entertainment. في مارس 2017، تسلم المصارع كاز هياشي منصب الرئيس الجديد للـ Wrestle-1. تم عمل العرض الأول في 8 سبتمبر 2013، في قاعة طوكيو دوم الشهيرة.
يشارك الاتحاد اسمه مع سلسلة من عروض المصارعة المحترفة التي تديرها اتحادات المصارعة اليابانية مثل AJPW و K-1 وبطولة برايد للقتال في النصف الأول من 2000s ، لكنه لا يعتبر استمرارًا مباشرًا لهذا المشروع.

## التاريخ

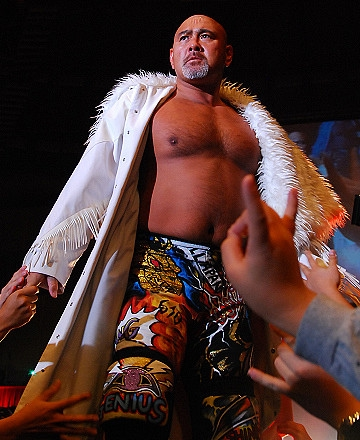
كيجي موتوه ، مؤسس وأول رئيس لاتحاد ريسل -وان

### التكوين
في 1 نوفمبر 2012، اشترت شركة تكنولوجيا المعلومات سبيد بارتنيس 100٪ من أسهم اتحاد أول جابان برو ريسلينج (AJPW) من المساهم الرئيسي كيجي موتوه وشركائه مقابل 200 مليون ين. في أواخر مايو 2013، قام رئيس سبيد بارتنيس نوبو شيراشي بإقالة رئيس AJPW ماسوهوكي أوشيدا، الرجل الأيمن لموتوه، وتولى منصب الرئيس الجديد للاتحاد بنفسه اعتبارًا من 1 يونيو،  مما أدى إلى استقالة موتوه كرئيس من الإدارة وترك الاتحاد. خلال الأسابيع المقبلة، حاول موتوه إعادة شراء حصته من العرض من سبيد بارتنرز، لكنه تخلى عن المحاولة قبل نهاية الشهر. خلال بقية يونيو، ماساكاتسو فوناكي،  كاز هاياشي،  شوجي كوندو،  ريوتا هاما،  هيروشي ياماتو،  ماسايوكي كونو،  كوجي كانيموتو،  مينورو تاناكا،  ياسوفومي ناكانوي،  كاي،  سييا سانادا،  وأندي وو جميعهم أعلنوا استقالتهم من اتحاد AJPW بسبب ولائهم لموتوه وترك الاتحاد بعد ان شاركوا في اخر عرض لهم في 30 يونيو في ريوجوكو كوكوجيكان، وهذا يمثل النهاية الرسمية لـ «موتوه واتحاد أول جابان» التي استمرت لمدة 11 عامًا.
في 10 يوليو، عقد موتوه مؤتمرا صحفيا للإعلان عن تأسيس اتحاده الجديد، الذي أصبح يحمل اسم "Wrestle-1". حصل موتوه على الاسم من سلسلة من فعاليات المصارعة المحتريين التي أنتجتها اتحادات AJPW و K-1 وبطولة برايد للقتال بين عامي 2002 و 2005. يواصل Wrestle-1 العلامة التجارية لـموتوه "Pro Wrestling Love"، والتي أطلقها بعد تولي AJPW في عام 2002. موتوه يطلق عليها اسم Wrestle-1 من puroresu «القتال الترفيهي». كما يوحي الملصق، تعتبر Wrestle-1 أكثر تسلية على أساس AJPW التقليدي. وحضر المؤتمر الصحفي أيضًا فوناكي، حماة، هاياشي، كاي، كوندو، كونو، ناكانوي، تاناكا وياماتو. انضم آندي وو أيضًا إلى الاتحاد، بمجرد عودته من رحلة إلى المكسيك، إلى جانب المتدربين براين إيشيزاكا ودايكي إينابا وسيكي يوشيوكا، مذيع الحلبة ماكوتو آبي والحكام دايتشي موراياما ودايسوكي كانباياشي. أعلن الترويج عن العرض الافتتاحي يوم 8 سبتمبر 2013، في قاعة مدينة طوكيو دوم. في المؤتمر الصحفي، ذكر موتوه أن يمكن للـ Wrestle-1 ان يعمل مع أي اتحاد اخر واعطي مصارعيه الحق المنافسة في أي اتحاد وأنه يتطلع إلى ان تايوان كنقطة انطلاق نحو التوسع الآسيوي والعالمي في نهاية المطاف. صرح موتوه أيضًا بأنه منفتح على فكرة وجود قسم نسائي في ريسيل -وان. في 26 يوليو، أعلنت محطة Gaora التلفزيونية أنها ستبث العرض الافتتاحي، وكذلك عرض برومو لمدة 30 دقيقة، على الهواء مباشرة على قنواتها. في 30 يوليو، التقى موتوه مع جيف جاريت في ناشفيل ، تينيسي، الولايات المتحدة لمناقشة علاقة عمل محتملة بين اتحاده واتحاد جاريت توتال أكشن ريستلنج (TNA). تم إعلان جاريت لاحقًا كمشارك في حدث ريسيل -وان في 6 أكتوبر. كشف موتوه لاحقًا عن رغبته في تكوين شراكات مع عروض اتحادات مصارعة في أوروبا والمكسيك، وعلى وجه التحديد ذكر شركة لوتشا ليبري تربل ايه ورلد وايد (AAA)، وإنشاء بطولة عالمية «حقيقية» يتم الاعتراف بها في ثلاث قارات. في 9 أغسطس، كشف موتوه عن الشعار الرسمي للاتحاد وبطاقة جزئية للعرض الافتتاحي. كما تم الإعلان عن صفقة رعاية من شركة Ezaki Glico للحلويات، حيث وقّع مدير المبيعات ومدير المنتجات Hiroki Kuwabara مع ريسيل-وان كمدرب تكييف.

### العرض الأول
ريسيل-وان هاتاجي سين هو الحدث الأول للاتحاد Wrestle-1، والذي انعقد في 8 سبتمبر 2013، في قاعة طوكيو دوم. في 9 أغسطس، أصدرت Wrestle-1 أول بطاقة جزئية للحدث، والتي كشفت فقط عن المصارعين الموقعين مع Wrestle-1 الذين شاركوا في الحدث، ولكن لم يشارك أي من شركائهم أو خصومهم. تميز الحدث بمباراة نسائية وأول مباراة يابانية لدايكي اينابا. لم يتم الكشف عن أي من المصارعين الآخرين قبل الحدث، على الرغم من أن موتوه ذكر أن مصارعي اتحاد TNA لن يشاركوا في الحدث. تم بث العرض في اليابان على شبكة Gaora ودوليًا عبر خدمة الدفع عبر الإنترنت (iPPV) عبر Niconico وUstream . تم بيع التذاكر الي وصل عدد التذاكر التي تم بيعها الي حوالي 2500 مقعد في اليوم الذي تم فيه بيعها. كتب الصحفي الرياضي ديف ميلتزر أن هذا، إلى جانب انخفاض AJPW الأخير في أعداد الحضور، أظهر أن "المشجعين يأخذون Muto's [ك‍] المجموعة باعتبارها المستقبل الحقيقي كل اليابان بدلا من اتحاد جابان ". تميز الحدث بمشاركة خارجية من العديد من المستقلين بالإضافة إلى مصارعين من اتحادات يابانية مختلفة مثل Big Japan Pro Wrestling و Dragon Gate و Michinoku Pro Wrestling و Pro Wrestling Zero1 و World Wonder Ring Stardom . ظهر كوجي كانيموتو، ورينيه دوبري، وسيا سانادا، وزودياك، الذين كانوا مع AJPW قبل رحيل موتوه، لكنهم لم يعلنوا عن انتمائهم إلى ريستل -وان، في ظهور مفاجئ خلال الحدث. في الواقع، كان دوبري، الذي شارك في الحدث الرئيسي، لا يزال رسميًا في بطولة Gaora TV بطل AJPW في وقت العرض. أعاد دوبري حزام اللقب إلى AJPW بعد ثلاثة أيام من العرض. بوب ساب، الذي ظهر في العديد من أحداث Wrestle-1 القديمة،  وظهر في الحدث رئيسي مع موتوه. المصارع كينتا كوباشي، الذي كان قد أعلن في مارس الماضي أنه سينضم إلى AJPW بعد تقاعده في مايو، عمل في الحدث كمعلق.
| الترتيب       | النتائج                                                                               | نوع المباراة     | وقت المباراة |
| ------------- | ------------------------------------------------------------------------------------- | ---------------- | ------------ |
| 1             | دايكي اينابا وهيروشي ياماتو هزما فريق طوكيو جورينتاي (مازادا ونوساوا)                 | مباراة فرق بطاقة | 06:38        |
| 2             | كوهي ساتو وريوجي ساي يهزما ريوتا هماه وياسوفومي ناكانوي                               | مباراة فرق       | 10:18        |
| 3             | يوشيكو هزم مايو مايواتاني                                                             | مباراة فردية     | 06:27        |
| 4             | فريق جونيور ستارز (كوجي كانيموتو ومينورو تاناكا) هزما فوجيتا هاياتو وماساكي موتشيزوكي | مباراة فرق       | 13:01        |
| 5             | دايسوكي سيكيموتو ويوجي أوكاباياشي يهزما فريق 246 (كاز هاياشي وشوجي كوندو              | مباراة فرق       | 15:06        |
| 6             | كاتسويوري شيباتا وكازوشي ساكورابا هزما (ماساكاتسو فوناكي وماسايوكي كونو)              | مباراة فرق       | 18:06        |
| 7             | كاي هزم سيا ساندا                                                                     | مباراة فردية     | 16:45        |
| الحدث الرئيسي | بوب ساب وكيجي موتوه هزما رينيه دوبريه وزودياك                                         | مباراة فرق       | 10:20        |

### جولات منتظمة
بدأت Wrestle-1 في عمل جولات بعد العرض الأول هاجاهي سين
```
مباشرة؛ استمرت الجولة الأولى حتى 22 سبتمبر والثانية من 6 إلى 14 أكتوبر.
[
45
]
[
46
]
 أصبح العديد من الغرباء الذين شاركوا في الحدث الافتتاحي أعضاء منتظمين في قائمة Wrestle -1 باستثناء بوب ساب وفوجيتا هاياتو وكاتسويوري شيباتا وكازوشي ساكورابا وماساكي موتشيزوكي. على الرغم من أن ريسيل-وان
```

أيضا لم يكن لديه مصارعات منتظمات في قائمته، ولكن شمل كل حدث مباراة للنساء، واصبح يضم المصارعات مثل ريو ميزونامي غيفو وشو شيبوتاني من برو ريسلينج وايف،  Koharu هيناتا، ماكوتو وسيوري من المصارعة نيو كلاسيك،  هيكارو شيدا،  ماكي ناروميا،  ريزا سيرا وتسوكاسا فوجيموتو من آيس ريبون،  ، وأكلاهما حرًا أكينو وهيرويو ماتسوموتو. سعى اتحاد Wrestle-1 إلى تقديم «تقسيم مفتوح»، حيث لن يتم مصارعة مصارعينه كأثقال وزن ثقيل أو جونيور، كما هو الحال في معظم الاتحادات اليابانية، ولكن سيكون بمقدورهم التفاعل مع بعضهم البعض عبر حدود الوزن. في 24 سبتمبر، أعلن Wrestle-1 أن سانادا قد وقع عقدًا ليصبح رسميًا جزءًا من قائمة الاتحاد اعتبارًا من 1 أكتوبر. في 6 أكتوبر، عقد Wrestle-1 أول حدث لها في قاعة كوراكوين هول أمام حشد تم مشاهدته من قبل 1750 شخصًا. في 18 أكتوبر، أعلن موتوه عن اعتزاله شبه التدريجي من اللعب داخل الجلبات، قائلاً إنه في المستقبل سوف يركز على تشغيل الاتحاد .
شهد الشهر التالي استمرار علاقة العمل بين ريسيل-1 و TNA ، مع ظهور إيه جيه ستايلز للدفاع عن بطولة TNA العالمية للوزن الثقيل ضد ساندا في 16 نوفمبر وجاي برادلي وروب تيري عملوا طوال الجولة من 16 نوفمبر إلى 1 ديسمبر . وفي الوقت نفسه، عاد آندي وو أيضًا من رحلته المكسيكية التي استمرت سبعة أشهر، حيث ظهر لأول مرة في الاتحاد في 16 نوفمبر. خلال العرض، أعلنت Wrestle-1 عن أول حدث لها على الإطلاق في قاعة ريوغوكو كوكوغيكان، المقرر عقده في 2 مارس 2014. أعلن موتوه في وقت لاحق أن أول اربع احداث في 2014 ستقام في ريوغوكو كوكوجيكان في عام 2014.

### 2014
في 12 يناير 2014، انضم Manabu Soya ، الذي استقال من AJPW في الشهر السابق، إلى ريسيل-وان كصحفي مستقل، حيث اضطلع بدور صانع ألعاب على الشاشة، بينما كان يتعافى من عملية جراحية حديثة في الكتف. في 26 يناير، عقدت Wrestle-1 أول تجربة لها، مما أدى إلى قبول ثلاثة رجال لبدء التدريب في دوجو الترويجية في أبريل التالي.

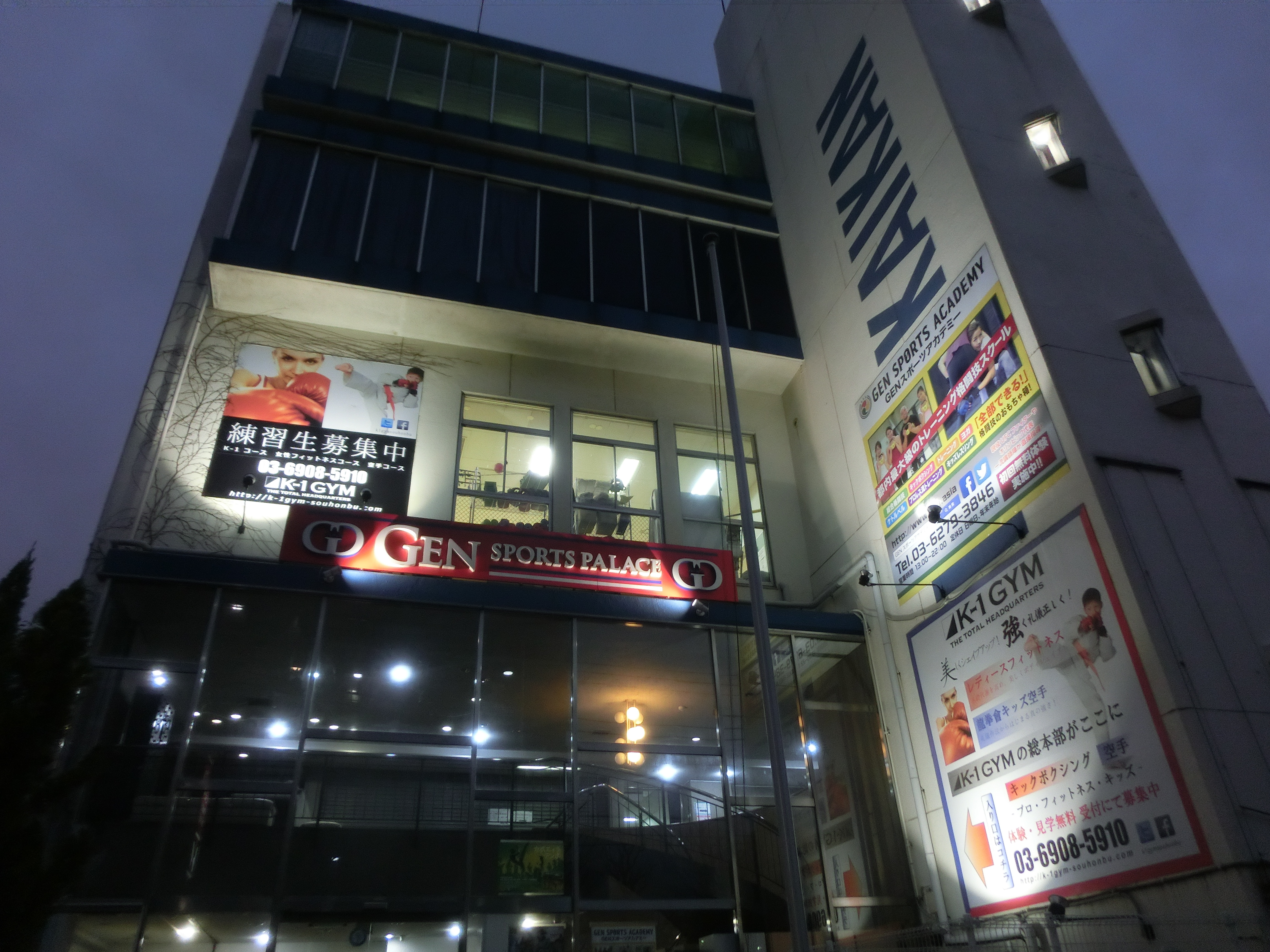
جين سبورت انترتينمنت ، موقع مكتب ريستل -وان ودوجو

في 30 يناير، تم الإعلان عن أن حدث 2 مارس ريوغوكو كوكوغيكان تضمن «ريسيل-وان ضد TNA» مع ثلاثة عشر مصارعًا قادمون لتمثيل الاتحاد الأمريكي بالإضافة إلى روب تيري، الذي ظل يصارع مع ريسيل-وان منذ نوفمبر الماضي. لقد انفصل جيف جاريت، الرجل الأصلي الذي يقف وراء علاقة ريسيل-وان واتحاد TNA ، منذ ذلك الحين عن طريق TNA والآن تم التعامل مع العلاقة بواسطة بوب رايدر وجون جابوريك من جانب الأمريكيين. في الثاني من مارس تم الإعلان عن اسم العرض المشترك Kaisen: Outbreak وتم الدفاع فيه عن ثلاثة ألقاب TNA كجزء من حدث ريوغوكو كوكوغيكان الأول لـ Wrestle-1. في حين فشل كاز هياشي وشوجي كوندو في الفوز ببطولة TNA للفرق وكاي في الفوز ببطولة TNA العالم للوزن الثقيل، هزم ساندا أوستن اريز ليصبح بطل TNA الاكس دفيجن الجديد. وشهد الحدث أيضًا ظهور أول عامل سابق في اتحاد AJPW ، وهو تايو كيا . في اليوم التالي، تم إعلان أن ساندا ترك ريسيل-وان للعمل لصالح TNA إلى أجل غير مسمى. أيضًا في مارس، نقلت ريسيل-وان مكاتبها من مينامي-آزابو، ميناتو، طوكيو  إلى هيكونونشو، شينجوكو ، طوكيو إلى مبنى من أربعة طوابق يسمى "GEN Sports Palace"،  والذي يتضمن أيضًا دوجو الاتحاد . في أبريل، ريسيل-وان اعلنت عن شراكتين دوليتين أخريين مع الاتحاد البريطاني أول ستار ريسلينج (ASW) والاتحاد الألماني يوروب برو ريسلينج (EWP). كجزء من العلاقة، قام مصارعو اتحاد EWP ايكي ايكيستين وليون فان جاستيرين بالمشاركة في جولة مع ريسيل-وان من 27 أبريل إلى 4 مايو،  مع فان جاسترين دافع بنجاح عن بطولة EWP للقارات ضد هيروشي ياماتو في اليوم الأخير من الجولة .
في 18 يونيو، عقد اتحاد ريسيل-وان مؤتمرا صحفيا للإعلان عن أن الاتحاد ابتداء من 1 يوليو سيضم المصارعين أكيرا، جيرو كوروشيو، كوجي دوي، ريون فوجيوارا، تاجيري ويوسوكي كوداما، بعد أن بدأ الترويج السابق لمصارعة نيو كلاسيك في يونيو 26. في 1 يوليو، انضم أيضًا للاتحاد هيروكي موراسي، المصارع المستقل الذي بدأ حياته المهنية مع اتحاد WNC في يناير 2013. أقامت ريسيل-وان في قاعة ريوغوكو كوكوغيكان عرضها الثاني تحت اسم شكيجيكي: امباكت في 6 يوليو وشاركت في المباريات تم الدفاع عن بطولات ASW البريطانية للوزن الثقيل ، وبطولة EWP للقارات وبطولة TNA للفرق وبطولة ZERO 1 للوزن الثقيل هيروشي ياماتو فان جاسترين ، ماساكاتسو فوناكي ، لقب Zero1 من كوهي ساتو وسيكي يوشيوكا ، لقب ASW من دين اولمارك . في اليوم التالي ، أعلن سيا ساندا أنه وافق على عقد مع TNA ، مما يعني أنه سيواصل قضاء معظم وقته في الولايات المتحدة ، ويعود في بعض الأحيان للمشاركة بعض الأحداث الكبرى في ريسيل-وان. بقيت سانادا في اتحاد TNA حتى أبريل 2015 حتي انتهي عقده وغادر . وفي الوقت نفسه ، غادر سيكي يوشيوكا في جولة طويلة في المملكة المتحدة مع ASW ، حيث خسر خلالها بطولة بريطانيا للوزن الثقيل لصالح اولمارك .
في 21 يوليو، منتديات بنات 1 أعلن عن إنشاء أول لقب لها ، وهو لقب بطولة ريسيل-وان ، مع بطل الافتتاحية التي تحدد في بطولة مكونة من ستة عشر رجلا بنظام خروج المغلوب وعقد التصفيات في الفترة ما بين 21 سبتمبر وأكتوبر 8. في 8 أغسطس ، أعلنت ريستل -وان أن مانابو سويا قد وقع مع الاتحاد ، منهياً أيامه كصحفي مستقل. في 22 سبتمبر ، أعلنت ريسيل-وان عن إنشاء بطولة ريسيل-وان للفرق مع تحديد ابطال الافتتاحيين للفرق يتم الإعلان عن تحديدهم في بطولة الروبن التي جرت من بين 15 و 30 نوفمبر. في 25 سبتمبر ، أعلنت ريسيل-وان واتحاد Pro Wrestling Zero1 أن الاتحاديين ستجمعان معا لعقد ثلاثة عروض مشتركة في قاعة شينجوكي فيس بين 5 و 7 نوفمبر. في الثامن من أكتوبر ، فاز ماسايوكي كونو على كاي في نهائيات بطولة الرجل الستة عشر ليصبح بطل ريسيل-وان الأول. استمرت العلاقة بين ريسيل-وان و TNA في 12 أكتوبر مع مشاركة أحد عشر من مصارعي Wrestle-1 في حدث Bound for Glory في قاعة كورياكن هول. في 1 نوفمبر ، عقدت ريسيل-وان حدثًا في ريوغوكو كوكوغيكان للاحتفال بالذكرى الثلاثين لكيجي موتوه في المصارعة الاحترافية. الحدث الرئيسي للعرض شهد موتوه هزيمة ماسايوكي كونو ليصبح ثاني بطل ريستل -وان. في 30 نوفمبر ، فاز فريق 246 (كاز هياشي وشوجي كوندو) بأول بطولة للفرق لتصبح أول فريق يحمل لبطولة ريسيل-وان للفرق .

### 2015
في 25 فبراير 2015، أعلنت ريسيل-وان عن إنشاء قسم وزن المتوسط ولقب ثالث جديد ،  والذي تم تسميته رسميًا في 9 مارس ببطولة ريسيل-وان للوزن المتوسط. ابتداءً من 11 أبريل ، بدأت ريسيل -وان في إقامة عروض في دوجو تحت اسم العلامة التجارية «ريسيل-وان ستارت بوينت»، والتي كانت تهدف إلى عرض المصارعين الشباب في الاتحاد . في 6 مارس ، فاز مورو تاناكا بالبطولة ليصبح أول بطل بطولة ريسيل-وان للوزن المتوسط . أيضًا في شهر مايو ، تم الإبلاغ عن أن العلاقة بين ريسيل-وان و TNA قد انتهت. بقي ساندا في الولايات المتحدة ، يعمل في الاتحادات المحلية المستقلة .
في مارس 2015، تأثرت إدارة ريسيل-وان بالعديد من الاستقالات ، مما أدى إلى عرض موتوه على رئيس شركة DDT برو ريسلينج سانشيرو تاكاجي وظيفة في إدارة اتحاده. في 5 مايو ، تم الكشف عن تاكاجي رسمياً كرئيس تنفيذي جديد لشركة ريسيل-وان (الرئيس التنفيذي). كان هدفه جعل ريسيل-وان أكثر ربحية من خلال زيادة المبيعات وزيادة عدد العروض. لم تكن هناك خطط لتاكاجي لبدء تبادل بين المصارعين بين اتحاد ريسيل -وان و DDT برو ريسلينج . في 13 مايو ، عقدت ريستل -وان وسيا سانادا مؤتمرا صحفيا ، حيث أعلن أن الجانبين قد قررا أن يتفقدا سبل ودية عندما ينتهي عقد سانادا مع الاتحاد بعد يومين ، لذلك يمكنه مواصلة العمل في الولايات المتحدة بدوام كامل . في وقت لاحق من ذلك الشهر ، تم الإعلان عن أن اتحاد Wrestle-1 سيتعاون مع اتحاد اماريكان برو ريسيلينج اليانز (APWA) لعقد جولته الأولى في الولايات المتحدة ، حيث يعقد خمسة عروض في بنسلفانيا ووست فرجينيا ونورث كارولينا وجورجيا، بما في ذلك عرض في حلبة ECW السابقة ، في الفترة بين 23 و 28 يونيو. ومع ذلك ، في 19 يونيو ، تم إلغاء الجولة بسبب APWA نقلاً عن أحد الرعاة الذي انسحب بسبب سوء الفهم بين الاتحادين كسبب. في نفس اليوم ، أعلنت Wrestle-1 أن Masakatsu Funaki سيغادر الاتحاد بعد انتهاء عقده في 30 يونيو. وفي الوقت نفسه ، لن يعمل التاجيري إلا في أحداث متفرقة من بطولة ريسيل-وان اعتبارًا من شهر يوليو وما بعده. في 26 يونيو ، أعلنت Wrestle-1 نتائج مفاوضات العقد الأخيرة مع المصارعين. ووقع 21 مصارعًا عقودًا جديدة ، بما في ذلك المستقل كازما ساكاموتو الذي جعل من اتحاد ريسيل -وان بيته الجديد ، بينما أصبح ريون فوجيوارا المصارع الثاني الذي يغادر الاتحاد بعد انتهاء عقده في نهاية الشهر.
في 13 يوليو ، أعلنت ريسيل-وان عن أول بطولة «ريسيل-وان جراند برايكس»، وهي بطولة مفردة تضم 21 مشاركًا وتجري بين 2 و 30 أغسطس. تم اعتبار البطولة بمثابة المعادل للمصارعة في بطولة G1 Climax الجديد لليابان الجديدة. في 3 أغسطس ، أعلنت ريسيل-وان عن إنشاء Puroresu Sōgō Gakuin («مدرسة المصارعة الشاملة»)، حيث يقوم أكيرا وهيروشي ياماتو وكاز هاياشي وشوجي كوندو وياسوفومي ناكانوي بتدريب كل من الرجال والنساء لمدة ستة أشهر . لا يتم توقيع الخريجين من المدرسة تلقائيًا مع ريسيل -وان لهم الحرية في الانضمام إلى الاتحادات الأخرى. بدأت فترة المدرسة الأولى بعد شهرين. في 30 أغسطس ، أعلنت ريسيل-وان عن إحياء لقبين غير نشطين في 9 أكتوبر ؛ بطولة UWA للفرق الثلاثية وبطولة F-1 للفرق ،  الأخير عبارة عن لقب كوميدي موتوه إنشاه في AJPW في عام 2006 لفرق مكونة من مصارع ورسام انطباعي. في 27 أكتوبر ، أعلنت ريسيل-وان عن مشروع جديد باسم «معسكر المصارعة»، برئاسة كاز هاياشي والمصارع السابق أمريكان بالون ، بهدف تجنيد المزيد من المصارعين الأجانب للاتحاد.

### 2016
في 30 مارس ، عقدت ريسيل-وان عرضًا للاحتفال باختتام الفترة الأولى من Puroresu Sōgō Gakuin ، بينما أعلنت أيضًا عن تخريج مصارعين جدد وهم جون تونشو وهانا كيمورا وريكا سايكي وسيجو تاتشيبانا. مع تخرج سيدتين من الفصل ، فكر موتوه في إمكانية بدء تقسيم نسائي في ريسيل-وان. في 4 مايو ، ظهر رئيس اتحاد AJPW جون اكياما بشكل مفاجئ في عرض ريسيل-وان ، مواجهًا لكيجي موتوه حيث وافق الاثنان على مباراة فرق ضد بعضهم البعض في 11 أغسطس. في 28 يونيو ، أعلنت ريستل -1 أن أكيرا ومينورو تاناكا وريوتا هاما وتاجري وياسوفومي ناكانوي سيغادرون جميعًا الاتحاد بعد انتهاء عقودهم بعد يومين. في 11 أغسطس ، قدم ريسيل-وان مباراة بين فريقين مؤلفين من ستة لاعبين ، والتي شهدت انتصار رئيس AJPW جون اكياما على كيجي موتوه رئيس AJPW السابق. في المباراة ، انتصر ثلاثي AJPW من أكياما وناويا نومورا ويوما أوياجي على ثلاثي ريسيل-وان المكون من موتوه وكوجي دوي وكوماجورو. في 31 أغسطس ، غادر كازما ساكاموتو ريسيل -وان بعد انتهاء عقده. في 18 سبتمبر ، أعلنت ريسيل-وان عن إنشاء اتحاد فرعي جديدة تحت اسم برو ريسلينج ايس (أكاديمية ، تحدي ، ترفيه)، والتي كانت مكونة من الناشئين من مدرسة المصارعة الخاصة بهم. في 20 ديسمبر ، أعلن كاي أنه سيغادر ريسيل-وان وسيصبح مستقلاً في نهاية العام.

### 2017
في 8 يناير ، أعلنت ريسيل-وان عن إنشاء لقب جديد ، وهو بطولة ريسيل-وان ريسيلت ، التي تعتبر كبطولة خاصة بالمصارعين الشباب في الاتحاد . في 27 مارس ، أعلنت ريسيل-وان أنها تمر بتغيير في الإدارة في 1 أبريل مع انتقال كيجي موتوه إلى منصب المدير التمثيلي ، في حين أن كاز هاياشي سيصبح الرئيس الجديد. أيضًا ، يتولى شوجي كوندو منصب نائب الرئيس التنفيذي الجديد ، في حين ينتقل سانشيرو تاكاجي من منصب المدير التنفيذي إلى منصب المستشار. في 14 يونيو ، أعلنت ريسيل-وان عن إنشاء دوري بطولة تسمي «ورلد تاج ليج» في فصل الخريف ومهرجان ريسيل كروزر في فصل الشتاء. في 2 سبتمبر ، استقال سانشيرو تاكاجي من دوره الاستشاري في ريسيل -1. وذكر أن الشركة ستواصل وجود علاقة ودية مع اتحاد تاكاجي دي دي تي برو ريسلينج .

### 2018
في 17 يناير 2018، أقامت ريسيل-وان علاقة عمل مع اتحاد بوكر تي 'ريالتي اوف ريسلينج (ROW) 
في 31 مارس ، أعلن ريسيل -1 أن هيروشي ياماتو سيغادر الاتحاد بعد انتهاء عقده.

## بطولة
| اسم البطولة                   | البطل الحالي                          | فترات حمل اللقب | تاريخ الفوز باللقب | عدد الايام | ملاحظات                                                                   |
| ----------------------------- | ------------------------------------- | --------------- | ------------------ | ---------- | ------------------------------------------------------------------------- |
| بطولة ريسيل -وان              | تي -هوك                               | 1               | يناير 5, 2019      | 2260       | هزم شوتارو آشينو في جولة ريسيل-وان سان رايز 2019 .                        |
| بطولة ريسيل-وان للفرق         | ماسايوكي كونو وألياندرو               | 1               | مارس 21, 2019      | 2189 +     | هزما كاز هاياشي وبيغاسو إيلومينار للفوز بالألقاب الشاغرة في ريسيل وارز    |
| بطولة ريسيل-وان للوزن المتوسط | يوسكي كوداما                          | 2               | يونيو 13, 2018     | 2470 +     | هزم سيكي يوشيوكا في اوت بريك .                                            |
| بطولة ريسيل -وان ريسيالت      | كوما أراشي                            | 1               | نوفمبر 17, 2018    | 2313 +     | هزم تاناكا في جولة دابليو -وان ريسيل-وان اوتومون بوت 2018 .               |
| بطولة UWA للفرق الثلاثية      | طوكيو جورنتاي (نوساوا وفوجيتا مازادا) | 3               | مارس 14, 2018      | 2561       | هزموا فريق نيو ايرا (كوجي دوي ، كوماجورو وتاكانوري إيتو) في ترانس ماجيك . |
| بطولة F-1 للفرق               | كانازوكي وكيجي موتوه                  | 2 (3 / 2)       | أكتوبر 9, 2015     | 3448 +     | هزم مانابو صويا وسوجي تشان في فان كانشا دي .                              |

## البطولات
| اسم المسابقة                | آخر الفائزين         | تاريخ الفوز     |
| --------------------------- | -------------------- | --------------- |
| بطولة ريسيل-وان جراند بريكس | شوتارو اشينو         | يوليو 18, 2018  |
| ريسيل-وان ورلد تاج ليجا     | كوجي دوي وشوجي كوندو | أكتوبر 24, 2018 |
| ريسيل-وان مهرجان كروزر      | سيكي يوشيوكا         | مارس 10, 2019   |
| الطريق إلى بطولة كيجي موتوه | جيرو كوروشيو         | مايو 30, 2015   |

## روابط خارجية
- الموقع الرسمي
 (باليابانية)
- Wrestle-1 على YouTube (باليابانية)